# Viitna
Viitna – wieś w Estonii, w prowincji Virumaa Zachodnia, w gminie Kadrina. Na południe od wsi znajdują się dwa jeziora Pikkjärv i Viitna Linajärv.